# مو داو زو شی
مو داو زو شی (به فارسی: استاد بزرگ تعالیم شیطانی) یک مجموعه تلویزیونی انیمیشنی چینی است که بر اساس رمانی به همین نام نوشته شده توسط مو شیانگ تانگ شیو ساخته شده است. سریال رام نشده TheUntamed نیز بر اساس این رمان ساخته شده است.